# Milagro del arroz de Olivenza
Se conoce como el milagro del arroz de Olivenza al sorprendente hecho ocurrido el 23 de enero de 1949 en la localidad pacense de Olivenza en Extremadura, España. Consistió en la multiplicación de granos de arroz cocinado en una olla para repartir entre las personas necesitadas del pueblo. Se atribuye al beato Juan Macías y fue reconocido como milagro por la Iglesia católica en 1974 canonizando al fraile dominico al año siguiente. Este hecho es, junto con la multiplicación de los panes y los peces el único hecho de este tipo (multiplicación de alimentos) reconocido por la Santa Sede.

## Los hechos
Tras finalizar la Guerra Civil Española en 1939, la situación económica de España quedó muy deteriorada llegando, en algunas zonas, a pasar hambre una gran parte de la población, subsistiendo gracias a instituciones benéficas y comedores sociales en su mayoría regentados por religiosos. Extremadura fue una zona deprimida donde la necesidad era mayor. En la población de Olivenza, perteneciente a la provincia de Badajoz, el cura párroco del pueblo, Luis Zambrano, organizó una institución benéfica denominada Casa de Nazaret del Instituto San José, conocido también como "Hogar de Nazaret", para procurar una comida diaria a los niños del pueblo y los domingos también a sus padres. Luis Zambrano organizó con las familias pudientes de la población un sistema de colaboración que consistía en que cada domingo una de esas familias llevara alimentos al Hogar de Nazaret y con ellos dar de comer a los más necesitados.
El domingo 23 de enero de 1949 la familia que debía de surtir los alimentos no lo hizo y la organización del Hogar de Nazaret no contaba con suficientes viandas para dar de comer a las decenas de personas, unas 200, que se habían presentado. La cocinera, Leandra Rebollo, disponía de solo tres cazones de arroz, unos 750 gramos, que puso en una olla pequeña para cocinar. En el momento en que depositó el arroz dijo en voz alta "¡Ay, beato! y tus pobres sin comida" haciendo referencia al beato Juan Macías al cual tenía devoción. Poco tiempo después de la olla comenzó a rebosar el arroz que se comenzó a repartir entre los comensales presentes, se llevó a las casas del pueblo y se almacenó en ollas mucho mayores (ollas de 15 y 20 litros de capacidad usadas para realizar las labores de la matanza del cerdo). El arroz, ya condimentado, iba llenando la olla, como brotando del fondo, una y otra vez. Aunque por el revuelo Leandra no llegó a echar sal, ni atender la lumbre, el arroz se mantuvo hasta el último momento en su punto y sabroso.
El fenómeno duró desde la una del mediodía hasta las cinco de la tarde, cuando se constató que ya toda la población estaba saciada y el cura párroco retiró la olla de la hornilla diciendo "¡Basta!", la cual no necesitó carbón en ningún momento. El hecho fue presenciado por todos los presentes y muchos vecinos del pueblo fueron acercándose e incluso de los alrededores, atraídos por los rumores de lo que sucedía. La cocinera, Leandra Rebollo y la directora de la institución, María Gragera Vargas, fueron los primeros testigos del hecho que corrió de boca en boca por toda la comarca.
En 1964 se formó el tribunal eclesiástico formado por 14 sacerdotes en el obispado de Badajoz comenzando la deliberación sobre los hechos de Olivenza. Interrogaron a 22 testigos y el canónigo de la catedral de Badajoz actuó como abogado del diablo. Se analizaron muestras del arroz, que había sido recogido por algunos asistentes al hecho, en diferentes laboratorios no encontrándose ninguna anormalidad en las mismas.
El tribunal resolvió favorablemente en el año 1974 y la Iglesia católica reconoció el hecho como milagro que atribuyó a Juan Macías. El 28 de septiembre de 1975 canonizó al beato dominico convirtiéndolo en San Juan Macías.